# Robert Ritter
Pour le général allemand, voir Robert Ritter von Greim.
Pour les articles homonymes, voir Ritter.
Robert Ritter, né le 14 mai 1901 à Aix-la-Chapelle et mort le 17 avril 1951 à Oberursel, est un psychologue et médecin allemand. Théoricien raciste national-socialiste, il dirige le « Service de recherche d'hygiène raciale » (Rassenhygienische Forschungsstelle (de)), créé en 1936 au sein du Reichsgesundheitsamt (Office du Reich à la santé).
Il est, avec sa collègue Eva Justin, l'un des principaux théoriciens racistes du Reich pour le traitement à appliquer aux populations tsiganes vivant en Allemagne. Il est considéré par les historiens Donald Kenrick et Grattan Puxon comme « personnellement responsable du grand nombre de Gitans exterminés en Allemagne ». Il est reconnu comme ayant participé aux recherches menant au génocide tsiganes, appelé également porajmos.

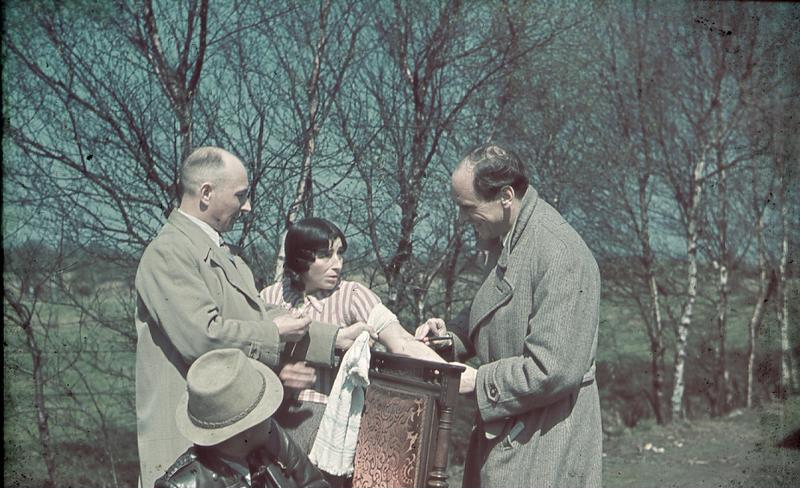
Robert Ritter (A droite) prélevant du sang d'une femme tsigane, 1936

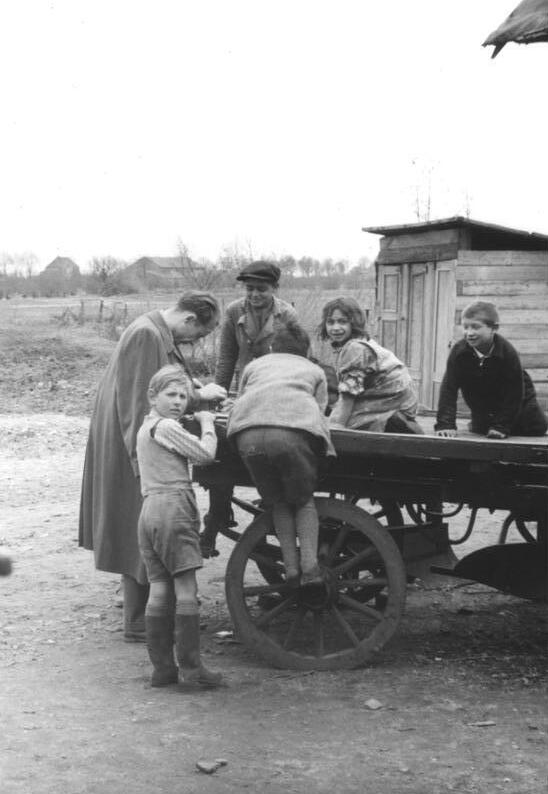
Robert Ritter (A gauche) avec des enfants tsiganes, 1936

## Biographie
Ritter est né en 1901 à Aix-la-Chapelle, en Allemagne. Son père était officier de marine.
De 1916 à 1918, Ritter fut membre de l'école des cadets de Berlin-Lichterfelde. Après avoir obtenu l'équivalent allemand du baccalauréat en 1921, il étudie la pédagogie, la psychologie, la philosophie, la psychiatrie et "l'éducation curative" à Bonn, Tübingen, Marbourg, Oslo, Munich, Berlin et Heidelberg.
En 1927, Ritter obtient son doctorat en psychologie de l'éducation à l'Université de Munich .
Après son doctorat, il poursuit ses études et obtient son diplôme de médecine à l'Université de Heidelberg en 1930. Il a ensuite étudié la psychiatrie de l’adolescent en France. Entre 1931 et 1932, il travaille à la clinique psychiatrique de l'université de Zurich, où il devient partisan de l'eugénisme, qu'il souhaite désormais introduire en Allemagne
En 1934, deux ans avant d'être nommé chef de l'unité de recherche sur l'hygiène raciale de la police allemande, Ritter obtient sa certification de spécialiste en psychologie de l'enfant, il étudie les théories de l'hérédité de la criminalité . Il effectue une partie de son internat à l'Université de Tübingen. Il y mènera un projet de recherche pseudo-scientifique dans lequel il a tenté de prouver que le « cercle de reproduction » répandu des « métis tsiganes » était responsable du fait que la population du Wurtemberg devait être considérée comme "arriérée".
Le chercheur Zimmermann résume l'image que Ritter se faisait des Tsiganes en une phrase : « Ritter [...] les stigmatisait comme « sans histoire », « dépourvus de culture » et poussés par des « instincts primaires hérités ».
Dès lors, Ritter travailla en étroite collaboration avec l'Office de police criminelle du Reich, conseillant la direction de la police criminelle sur la proposition faite à Heinrich Himmler d'émettre l'ordre de déportation des « métis tsiganes ».